# Battaglia del Madagascar
La battaglia del Madagascar (in inglese battle of Madagascar; in francese bataille de Madagascar), nome in codice operazione Ironclad, fu un'operazione militare effettuata nel maggio 1942 dalla flotta britannica durante la seconda guerra mondiale allo scopo di occupare l'isola di Madagascar, all'epoca sotto il controllo del Governo di Vichy, ed eliminare il rischio che questa potesse divenire una base aeronavale giapponese, permettendo quindi l'attacco dei convogli che trasportavano i rifornimenti all'8ª armata britannica.

## Antefatti

### Geopolitici
Diego-Suarez è una grande baia, con un porto, vicino alla punta settentrionale dell'isola del Madagascar. Ha un'apertura ad est attraverso uno stretto canale chiamato Passo Oronjia. La base navale di Diego-Suarez si trova su una penisola tra due delle quattro piccole baie racchiuse nella baia di Diego-Suarez. La baia taglia profondamente la punta settentrionale del Capo Amber del Madagascar, quasi separandola dal resto dell'isola. Nel 1880, la baia era ambita dalla Francia, che la rivendicò come stazione di rifornimento per i piroscafi in viaggio verso Possedimenti francesi più a est. La colonizzazione fu formalizzata dopo la prima guerra franco-Hova quando la regina Ranavalona III firmò un trattato il 17 dicembre 1885 che conferiva alla Francia un protettorato sulla baia e sul territorio circostante; così come le isole di Nosy Be e St. Marie de Madagascar. L'amministrazione della colonia fu inclusa in quella del Madagascar francese nel 1897. Nel 1941, la città di Diego-Suarez, la baia e il canale erano protetti da batterie costiere navali.

### L'espansionismo giapponese
Il Giappone, successivamente alla sua entrata in guerra, avvenuta il 7 dicembre 1941 con l'attacco alla flotta americana nella base di Pearl Harbor, avanzò velocemente, dirigendosi sia verso sud est, espandendo il suo controllo nell'Oceano Pacifico con la conquista delle basi americane site a Wake e Guam, che verso sud ovest, conquistando rapidamente, nei tre mesi successivi, Hong Kong, le isole Filippine e Singapore, aprendosi la strada verso l'Oceano Indiano, mentre la Thailandia venne occupata dalle truppe terrestri provenienti dalla Cina.

Nella primavera del 1942 le forze britanniche di stanza nei possedimenti coloniali in Malaysia, Birmania, Filippine, Giava e Sumatra erano state annientate e, dalla Birmania, i giapponesi avanzarono verso l'India, mentre a sud, dopo lo sbarco in Nuova Guinea e l'avanzata nelle isole Salomone, arrivarono a minacciare l'Australia.

### L'atteggiamento francese
In Francia, a seguito della sconfitta contro la Germania, sancita con l'armistizio del 22 giugno 1940, venne instaurato il Governo collaborazionista di Vichy, presieduto dal maresciallo Philippe Pétain, ed esso fu contrastato dalle forze della cosiddetta Francia Libera, guidata dal generale Charles de Gaulle, nel frattempo rifugiatosi a Londra. Tale contrasto, causa l'atteggiamento di non belligeranza sia contro gli Alleati, nonostante episodi quali l'attacco alla flotta francese a Mers-el-Kébir, che contro i tedeschi, produsse in patria l'inizio della resistenza contro le forze di occupazione naziste, mentre, nei territori coloniali, le due "anime" francesi creavano una situazione di bilico che sfociò anche in scontri armati quale quello avvenuto in Siria, quando il Governo di Vichy mise a disposizione dei tedeschi, i quali, attraverso la loro rete di agenti cercavano di sollevare la popolazione dell'Iraq in una "guerra santa" contro gli inglesi, l'aeroporto di Aleppo, nel nord della Siria. Questo episodio provocò, l'8 giugno 1941, l'ingresso nel paese delle forze Alleate, comandate dal generale Henry Maitland Wilson, nelle quali erano inquadrate forze della Francia libera, guidate dal generale Paul Legentilhomme, che combatterono contro le forze fedeli a Vichy, comandate dal generale Henri Dentz, che si trovavano a presidio del paese.
Nel quadro che si stava delineando durante il conflitto, e soprattutto dopo l'entrata in guerra del Giappone, il generale de Gaulle sollecitò un intervento delle forze della Francia Libera in Madagascar, proponendo al Primo Ministro del Regno Unito Winston Churchill l'invio nella colonia di un proprio contingente, appoggiato da forze aeronavali britanniche, ma questi, pur favorevole all'idea di insediare i gollisti nell'isola, era scettico sulla possibilità di un'azione combinata, sia a causa del rovescio subito nella battaglia di Dakar che dall'inconsistenza delle forze francesi eventualmente disponibili, e quindi, nel caso gli avvenimenti avessero portato Londra a dare al via all'operazione, questa avrebbe dovuto essere condotta esclusivamente da forze britanniche. Di diverso tenore era l'atteggiamento del Governo di Vichy, che, pur sottoposto agli intenti di Hitler, non era stato direttamente interpellato sulla possibilità di consentire al Giappone l'installazione di proprie basi nella colonia, mantenendosi quindi in un atteggiamento di attesa, e tale rimase poiché Tokyo, prima di intraprendere eventualmente questa operazione, voleva il consenso tedesco ma il Führer, pur riconoscendo l'importanza strategica del Madagascar, esitò per non guastare i già difficili rapporti con il Governo di Vichy.

### I timori britannici

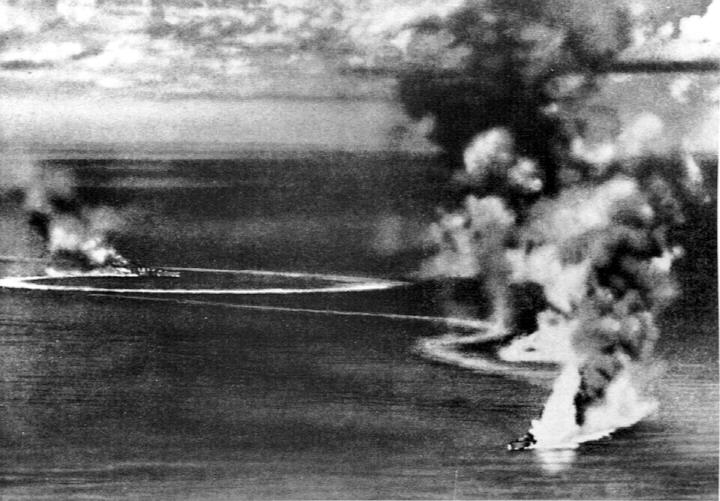
Gli incrociatori pesanti britannici HMS Dorsetshire e HMS Cornwall durante l'attacco portato dagli aerei giapponesi

L'avanzata del Giappone, ed il contestuale ingresso della sua marina nell'Oceano Indiano, minacciarono concretamente sia la rotta britannica del Capo di Buona Speranza e del Sudafrica, lungo la quale venivano inviate truppe e rifornimenti all'8ª armata britannica impegnata sul fronte egiziano, che quella per l'India e per l'Australia, e tale minaccia divenne ancora più forte quando in Gran Bretagna giunse la notizia che consistenti forze navali giapponesi si preparavano a sferrare una massiccia offensiva nell'Oceano Indiano, con la possibilità reale che questa avrebbe portato alla perdita dell'isola di Ceylon, il cui controllo, sia dal punto di vista strategico che da quello, dopo la perdita della Malacca, dell'approvvigionamento della gomma, era dai britannici considerato fondamentale.
Il bombardamento della capitale Colombo, avvenuto il 5 aprile 1942, e, nello stesso giorno, l'affondamento degli incrociatori pesanti HMS Dorsetshire e HMS Cornwall, ad opera di bombardieri in picchiata giapponesi, uniti all'affondamento nel Golfo del Bengala di circa 135 000 tonnellate di naviglio mercantile, ad opera della squadra navale comandata dal viceammiraglio Takeo Kurita, indussero l'Ammiragliato britannico dapprima a ritirare dall'Oceano Indiano la Eastern Fleet, comandata dall'ammiraglio James Somerville, trasferendola nelle basi più sicure del Golfo persico e successivamente, temendo non solo l'occupazione di Ceylon ma anche quella del Madagascar, ritenuta da Churchill una minaccia ancora maggiore alle rotte per il medio e l'estremo Oriente, ad iniziare i preparativi per l'invasione dell'isola, all'epoca sotto il controllo della Francia di Vichy e quindi esposta alla possibilità che una delle potenze dell'Asse potesse farne una base per incrociatori, sommergibili ed aerei, imponendo di fatto il proprio dominio sull'Oceano Indiano.

## Le forze in campo

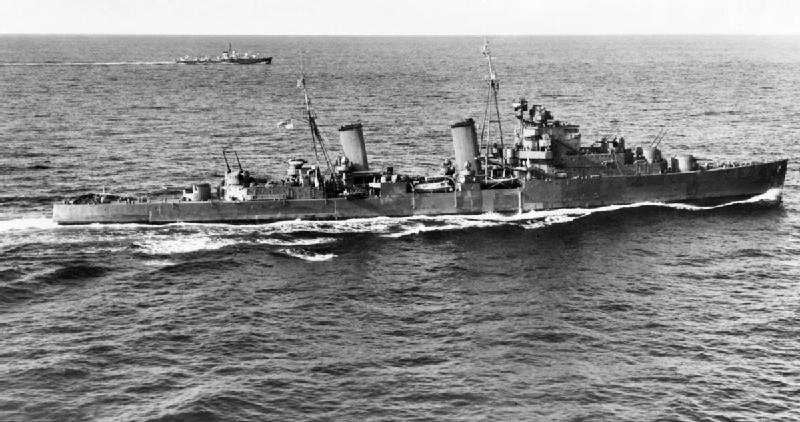
L'incrociatore leggero britannico HMS Hermione

### Regno Unito
Una volta presa la decisione di dare il via all'operazione il contingente britannico iniziò a raggrupparsi durante il mese di marzo e si radunò al completo il 22 aprile a Durban, per quello che Churchill definì "il nostro primo attacco anfibio in grande stile dopo l'impresa dei Dardanelli di ventisette anni prima"; la forza di invasione era composta da una squadra navale, comandata dal contrammiraglio Edward Neville Syfret, così formata: una corazzata, la HMS Ramillies, due portaerei la HMS Illustrious e l'HMS Indomitable, due incrociatori, l'incrociatore leggero HMS Hermione e l'incrociatore leggero olandese HNLMS Jacob van Heemskerck, scortata da una squadra di undici cacciatorpediniere, integrata da alcune corvette e dragamine, mentre la forza di terra, al comando del generale Robert Sturges, era rappresentata da tre brigate ed un commando, un'unità dei Royal Marines di consistenza equivalente ad un battaglione rinforzato, a bordo di una quindicina di navi d'assalto e di trasporto truppe.

### Impero giapponese
La Marina Imperiale Giapponese inviò, a sostegno delle forze francesi presenti sull'isola, la 1ª divisione dell'8ª flottiglia sottomarina, precedentemente di stanza alla base di Kwajalein nelle Isole Marshall, e successivamente giunta a Penang, nella Malesia nord-occidentale, alla fine di aprile del 1942. Essa era costituita da sommergibili I-10, I-16, I-18, I-20 e I-30, tre dei quali trasportavano un sommergibile tascabile mentre gli altri due un idrovolante, comandata dal contrammiraglio Noboru Ishizaki.

## L'attacco

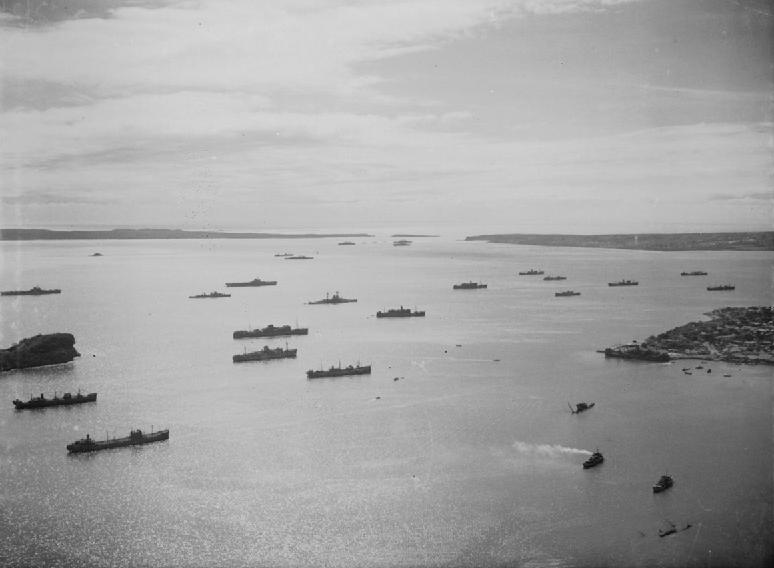
La flotta britannica nella baia di Courrier, nella parte occidentale dell'isola di Madagascar

L'attacco prese il via alle 04.30 del 5 maggio, preceduto da un lancio di volantini, con i quali Churchill intendeva fare comprendere ai francesi che l'occupazione dell'isola aveva come unico scopo di impedire che vi sbarcassero i giapponesi, impegnandosi a restituirla al termine della guerra, e si svolse secondo il piano che prevedeva uno sbarco sulla costa occidentale dell'isola, debolmente difesa, piuttosto che un attacco diretto alla base sita a Diego Suarez. Tale decisione venne presa sulla base della natura del terreno che vedeva il porto troppo "incassato" nella baia ed ottimamente difeso dai due forti Caimans e Bellevue, diversamente dalla baia di Courrier, la quale, oltre ad essere quasi priva di difese, si trovava ad una distanza relativamente breve da Diego Suarez e le truppe, una volta sbarcate, si sarebbero trovate a meno di trenta chilometri dall'obiettivo.

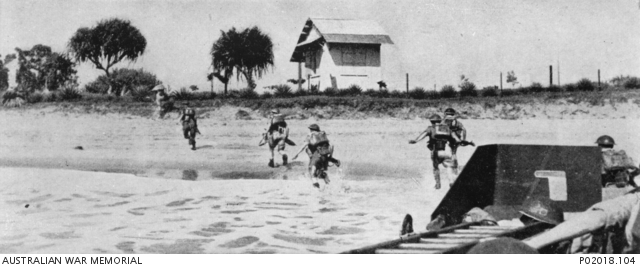
Soldati Alleati sbarcano a Tamatave nel maggio del 1942

Il bombardamento aeronavale delle difese costiere francesi che precedette lo sbarco delle forze di terra fu di breve durata e l'unica batteria presente in quel settore, situata nel cosiddetto "Castello di Windsor", fu subito ridotta al silenzio; una volta preso terra i commando iniziarono l'avanzata nella giungla in direzione di Diego Suarez, mentre nella baia di Ambarata iniziò lo sbarco dei carri armati e degli altri veicoli. L'azione di terra fu contemporaneamente appoggiata da quella marittima e, durante i combattimenti, l'avviso coloniale D'Entrecasteaux, che con il suo preciso fuoco di sbarramento stava rallentando l'avanzata britannica, dopo essere sfuggito a vari attacchi aerei e navali venne affondato dalla corazzata HMS Ramillies, mentre l'incrociatore ausiliario Bougainville era stato precedentemente affondato, insieme ai sottomarini presenti, durante le fasi iniziali dell'attacco.

## La conquista dell'isola

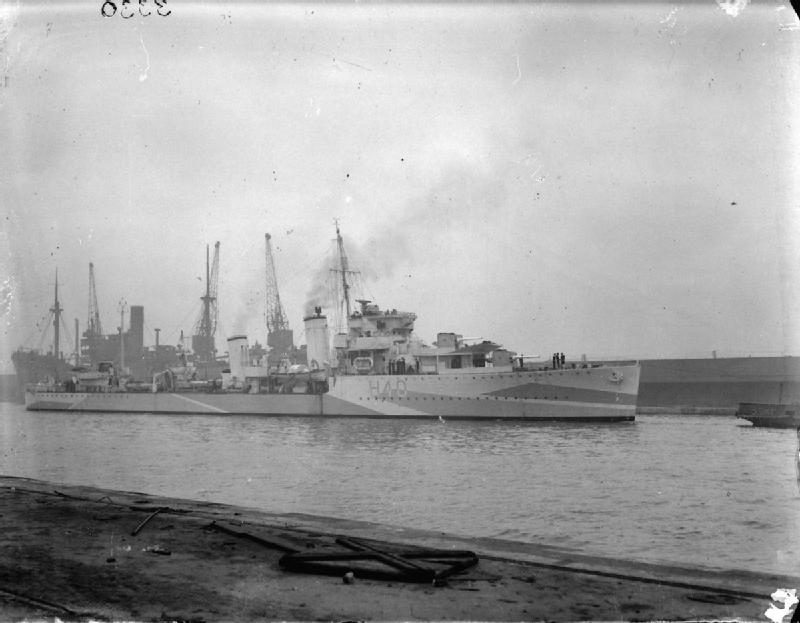
Il cacciatorpediniere britannico HMS Anthony

L'avanzata di terra verso Antsiranana si svolse attraverso l'unica strada disponibile, la quale era difesa, su un fronte di circa due chilometri, tra i forti Caimans e Bellevue, con trincee e sbarramenti anticarro costruiti dai francesi e solo all'alba del giorno successivo, con l'aggiramento sulla destra, tra il forte Bellevue ed il mare, gli Alleati riuscirono a superare l'ostacolo, portandosi a soli tre chilometri da Diego Suarez. La notizia dello sfondamento non raggiunse tuttavia il comando britannico e l'ammiraglio Sommerville, interpretando il silenzio radio come fallimento dell'attacco, dette ordine al contrammiraglio Syfret di tentare un'azione azzardata, ossia la penetrazione, col favore dell'oscurità, del cacciatorpediniere HMS Anthony nel porto di Antsiranana, allo scopo di sbarcarvi una cinquantina di marines che avrebbero dovuto generare confusione nelle retrovie francesi. La manovra ebbe successo e, dopo lo sbarco del piccolo contingente, il cacciatorpediniere riuscì ad allontanarsi sotto il fuoco nemico senza subire danni, mentre i soldati britannici ottennero il risultato di seminare il panico tra le truppe francesi.

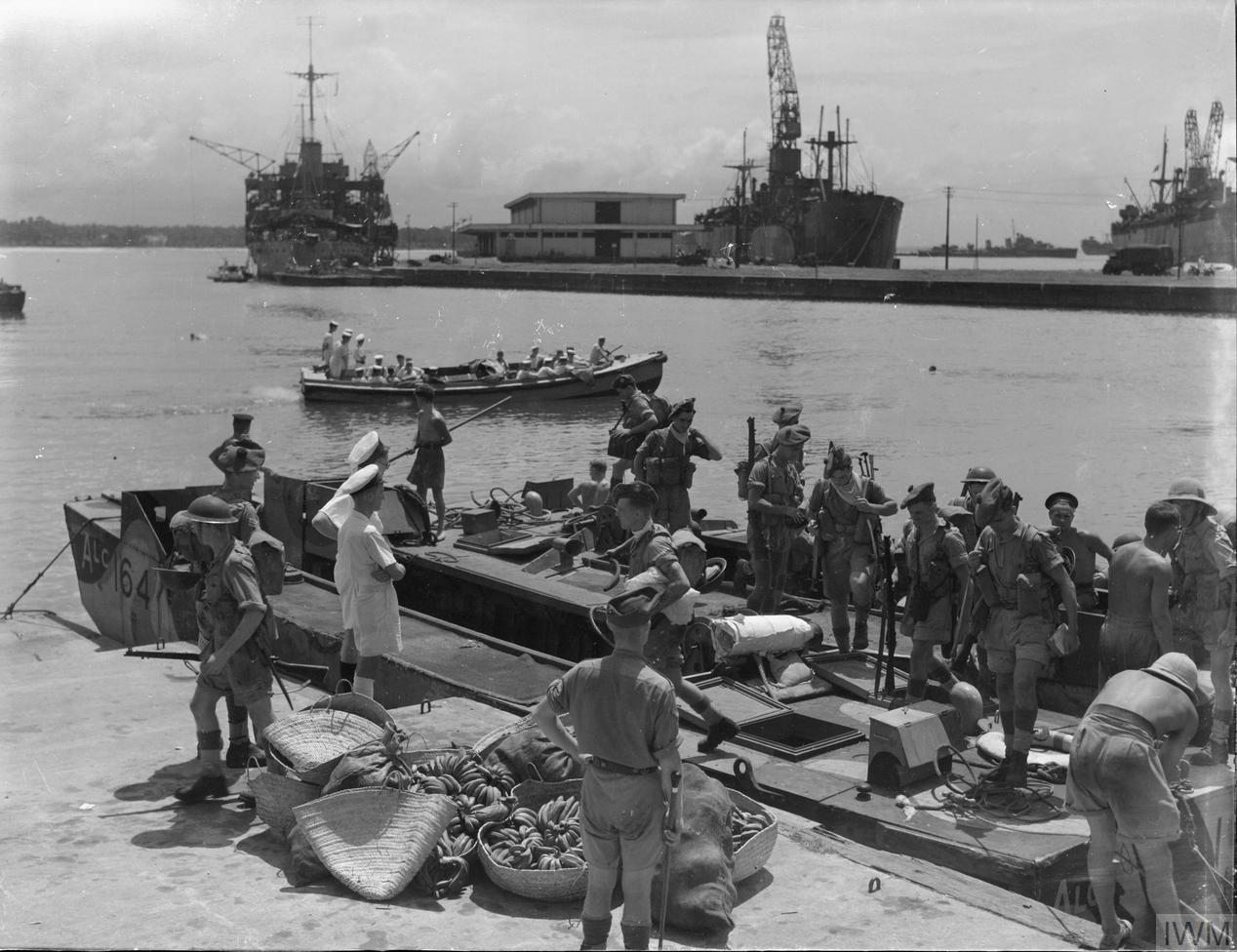
Soldati Alleati durante le operazioni di sbarco a Tamatave il 19 settembre 1942

Durante la notte il fronte tra i due forti alle spalle di Antsiranana cedette definitivamente e, prima dell'alba del 7 maggio, Diego Suarez cadde in mano Alleata, mentre, sul mare, i due sommergibili tascabili disponibili vennero entrambi affondati: il primo, lo Héros, richiamato dai suoi compiti di scorta ad un convoglio, venne attaccato una volta entrato nella baia di Courrier dalla corvetta HMS Genista e successivamente dagli aerei della HMS Illustrious, e colò a picco alle ore 05.00 del 7 maggio, ed il secondo, il Monge, venne affondato dai cacciatorpediniere HMS Active e HMS Panther dopo avere tentato di silurare la portaerei HMS Indomitable; la conquista della città e del suo porto costarono alle truppe Alleate la perdita di 80 morti e 420 feriti.
Dopo la conquista di Diego Suarez e la sua trasformazione in base aeronavale britannica le forze francesi si ritirarono verso sud e gli Alleati iniziarono la manovra di occupazione dell'intera isola, con un'operazione su vasta scala che prese il via nei primi giorni del mese di settembre: il giorno 10 una brigata di fanteria britannica sbarcò a Majunga senza incontrare resistenza, il 18 settembre fu conquistata Tamatave ed il 23 la capitale Tananarive. Dopo la caduta di Diego Suarez e l'inizio della conquista dell'intera isola i combattimenti erano di fatto cessati poiché i francesi finsero solo di opporsi, allo scopo di gettare polvere negli occhi ai tedeschi, ma venivano preventivamente avvertiti dai britannici prima di ogni attacco, "ritirandosi garbatamente".
L'armistizio venne firmato il 6 novembre ed il governatore generale Armand Léon Annet ottenne dagli inglesi l'inserimento di una clausola nella quale veniva garantito il mantenimento della sovranità francese sull'intera isola, affidandone l'amministrazione al generale della Francia Libera Paul Legentilhomme.

### Sitografia
Second World War Books: History Page Archiviato il 5 gennaio 2017 in Internet Archive.

### Testi di riferimento
- (EN) AA.VV., Germany and the second world war, volume VI: the global war, part II: the war in the Pacific; New York, Oxford Press 1991. ISBN 0-19-822888-0
- Eddy Bauer, Storia controversa della seconda guerra mondiale, vol. 4, Novara, DeAgostini 1971. ISBN non esistente
- Raymond Cartier, La seconda guerra mondiale, Milano, Mondadori, 1993 (1968). ISBN non esistente
- Winston Churchill, La seconda guerra mondiale, volume IV, Milano, Mondadori 1951. ISBN non esistente
- Renzo De Felice, Mussolini l'alleato, Torino, Einaudi 1990. ISBN 88-06-14031-0
- Hans Adolf Jacobsen/Jürghen Rohwer, Le battaglie decisive della seconda guerra mondiale, Milano, Baldini&Castoldi 1974. ISBN non esistente
- Jean Louis Margolin, L'esercito dell'Imperatore, Torino, Lindau 2009. ISBN 978-88-7180-807-9
- Bernard Millot, La guerra del Pacifico, Milano, BUR 2000 (1968). ISBN 88-17-12881-3
- (EN) Masatake Okumiya et al, Zero, New York, ibooks inc. 2002 (1956). ISBN 0-7434-4491-4
- P.F.Vaccari, Incursione nell'Oceano Indiano, Rivista Storica, agosto 1995.ISBN non esistente
- Giorgio Vitali, Franklin Delano Roosevelt, Milano, Mursia 1991. ISBN 88-425-1097-1